# Prise de Grenade
Guerre de Grenade
Batailles
- Covadonga (722)
- Burbia (791)
- Lutos (794)
- Barcelone  (801)
- Clavijo (844)
- San Esteban de Gormaz  (917)
- Simancas (939)
- Barcelone (985)
- Torà (1006)
- Barbastro (1064)
- Sagrajas (1086)
- Alcoraz (1096)
- Bairén (1097)
- Consuegra (1097)
- Uclès (1108)
- Croisade norvégienne (1108-1109)
- Valtierra (1110)
- Congost de Martorell (1114)
- Cutanda (1120)
- Fraga (1134)
- Oreja (1139)
- Ourique (1139)
- Coria  (1142)
- Santarém  (1147)
- Lisbonne  (1147)
- Santarém  (1184)
- Alarcos (1195)
- Al-Damus  (1210)
- Las Navas de Tolosa (1212)
- Majorque  (1229)
- Jerez (1231)
- Puig de Cebolla (1237)
- Séville (1247-1248)
- Salé (1260)
- Révolte mudéjar  (1264-1266)
- Écija (1275)
- Algésiras  (1278-1279)
- Moclín  (1280)
- Gibraltar  (1309)
- Gibraltar  (1315)
- Gibraltar  (1333)
- Tarifa / Río Salado (1340)
- Algésiras  (1342-1344)
- Gibraltar  (1349-1350)
- Gibraltar  (1411)
- Ceuta (1415)
- La Higueruela (1431)
- Campagne de Grenade (1482-1492) : Lucena - Grenade

La prise de Grenade met fin à un siège de plusieurs années autour de la ville éponyme dans le sud de la péninsule Ibérique. La ville est prise le 2 janvier 1492 par les forces combinées des couronnes d’Aragon et de Castille, contre les troupes du royaume musulman de Grenade menées par le sultan Boabdil. Cette victoire met fin à la guerre de Grenade, qui a débuté en 1482, et à la Reconquista, débutée en 711.

## Présentation

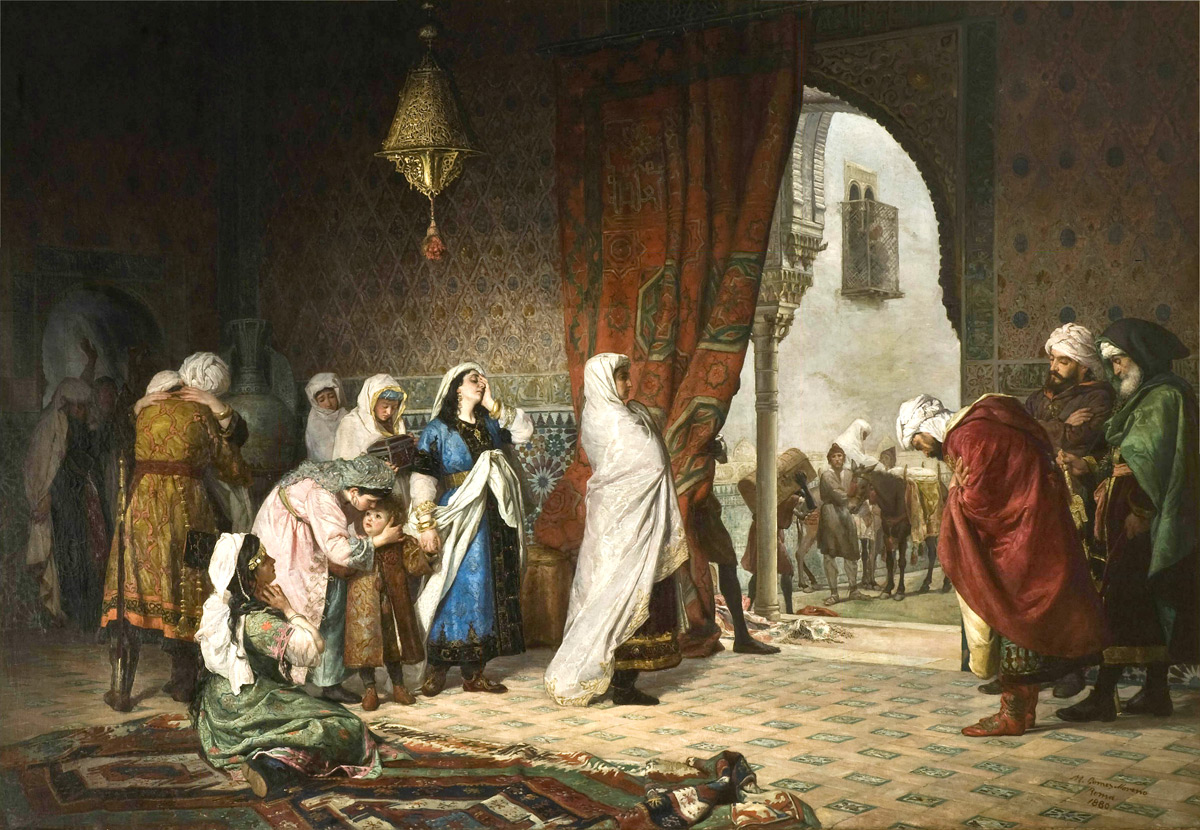
Salida de la familia de Boabdil de la Alhambra par Manuel Gómez-Moreno González (vers 1880). L'œuvre représente le moment où Boadbil, le dernier roi musulman de Grenade, quitte le palais de l'Alhambra avec sa famille après que les Rois Catholiques ont pris Grenade en 1492.

En 1491, l'Émirat de Grenade est le dernier reliquat des anciens États musulmans qui recouvraient la plus grande partie de la péninsule Ibérique. 
Les forces du roi Ferdinand d'Aragon et de la reine Isabelle de Castille et León mettent fin à cette présence musulmane en mettant le siège devant Grenade. Boabdil (1459-1533) tente vainement de se dégager des assiégeants, notamment en cherchant l’appui du royaume zianide. Après une trêve de quatre mois, ne voyant aucune aide lui parvenir, le sultan consent à la capitulation.[réf. souhaitée]
Cette campagne, relativement courte, a d'importantes conséquences pour les royaumes espagnols, avec la fin de plus de 780 années de présence musulmane dans la péninsule, et signe donc la fin de la Reconquista.
Le roi Ferdinand le Catholique (1452-1516) l'annonce ainsi au pape Innocent VIII : « Plût à notre Seigneur de nous donner complète victoire sur le roi et les Mores de Grenade, ennemis de notre Sainte Foi Catholique. Car aujourd'hui, deuxième jour de janvier de la présente année nonantedeux, la cité de Grenade s'est rendue à nous avec l'Alhambra, et maintenant nous avons celui-ci tout entier en nos mains et puissance. Je fais savoir à votre Sainteté un si grand honneur, à savoir qu'après tant de peines, dépenses, sacrifices de vie et de sang de nos sujets et regnicoles ce royaume de Grenade, qui durant sept cent quatre-vingts ans a été occupé par les Infidèles, sous votre règne et avec votre aide a été gagné. » (Traduction par J. Calmette).
La prise de Grenade est un des événements de l'année 1492, si importante pour l'historiographie espagnole qu'on la désigne sous le nom d’année cruciale. 
La ville de Grenade continue de célébrer chaque année ce jour du 2 janvier 1492.

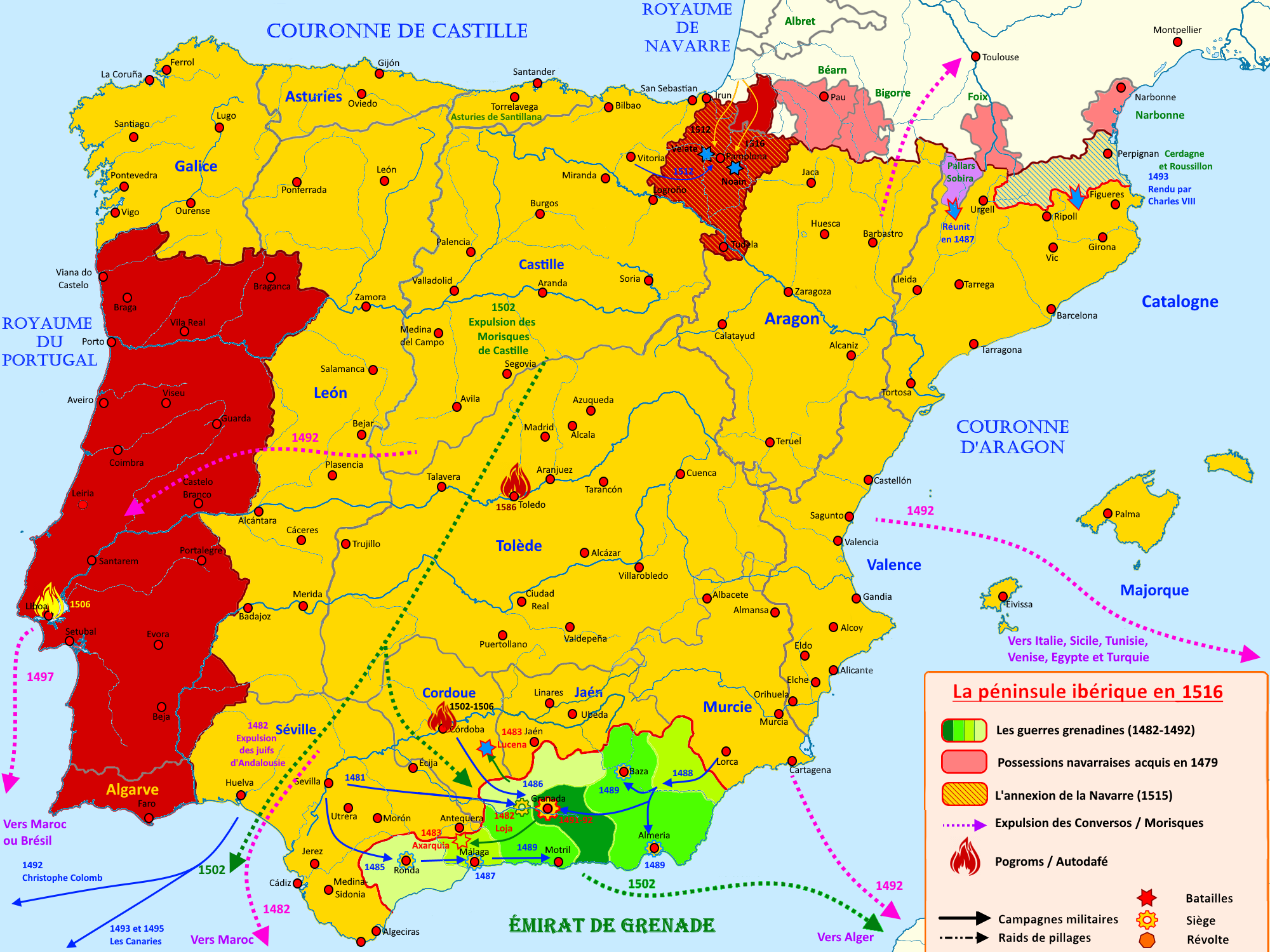
La fin de la Reconquista en 1492.